# Quinteto de cuerda n.º 1 (Mozart)
El Quinteto de cuerda n.º 1 en si bemol mayor, K. 174, fue escrito por Wolfgang Amadeus Mozart en el mes de diciembre de 1773. Como todos los quintetos de cuerda de Mozart, se trata de una obra escrita para lo que se conoce como "quinteto con viola", ya que la instrumentación consiste en un cuarteto de cuerda más una viola adicional (es decir, dos violines, dos violas y un violonchelo). Mozart compuso este quinteto pocos meses después de escribir los Cuartetos vieneses.

## Estructura
La obra consta de cuatro movimientos:
- I. Allegro moderato
- II. Adagio
- III. Menuetto ma Allegretto
- IV. Allegro